# Eusebi Casanelles i Rahola
Eusebi Casanelles i Rahola (Barcelona, 1948) és un museòleg català, que ha estat pioner en la incorporació dels béns industrials al patrimoni cultural. Va fer i va dirigir entre 1982 i 2013 el Museu de la Ciència i de la Tècnica de Catalunya. Va fer un sistema de museus associats arreu de Catalunya. Ha format part la comissió executiva del TICCIH (The International Committee for the Conservation of the Industrial Heritage). El 2017 se li va concedir la Creu de Sant Jordi.